# Sedusi
I Sedusi o Edusi o Eudosi (dal latino Sedusi o Edusii o Eudoses) sono un popolo di origine germanica, di cui poco si sa. Li menziona Cesare nel De bello Gallico tra i mercenari al servizio del capo germanico Ariovisto e Cornelio Tacito nella sua Germania, e li posiziona ad est del fiume Elba, vicini dei Longobardi, Angli, Suardoni.